# توفيق شرف الدين
توفيق شرف الدين من مواليد 24 نوفمبر 1968 هو محامي وسياسي تونسي، شغل منصب وزير الداخلية في حكومة هشام المشيشي ثم في حكومة نجلاء بودن.
حاصل على ماجستير في القانون من كلية الحقوق جامعة سوسة وشهادة كفاءة لمهنة المحاماة ، أصبح محاميًا لدى محكمة النقض عام 2008. وهو عضو في القسم الجهوي للمحامين بسوسة المسؤول عن النشاط العلمي والندوات ، وكذلك عضو اللجنة القانونية لدوري كرة القدم. وكان أيضًا منسقًا لحملة قيس سعيد الانتخابية في سوسة. في 5 يناير 2021، أوقف رئيس الحكومة هشام المشيشي مهامه. في 8 أبريل 2021 عينه الرئيس قيس سعيد رئيساً للجنة العليا لحقوق الإنسان والحريات الأساسية .في 11 أكتوبر عاد ليترأس وزارة الداخلية في حكومة نجلاء بودن حتى استقالته لأسباب "عائلية" في 17 مارس 2023.